# Río Nalón
Nalón – rzeka na Półwyspie Iberyjskim w Hiszpanii o długości 153 km, mająca źródła w Górach Kantabryjskich na wysokości 1440 m n.p.m., powierzchnia dorzecza wynosi 3692 km². W całym swym biegu przepływa przez Asturię i uchodzi do Zatoki Biskajskiej. Jest najdłuższą rzeką w Asturii.